# Sergej Dmitriev
Sergej Igorevič Dmitriev (in russo Сергей Игоревич Дмитриев?; Leningrado, 19 marzo 1964 – 26 dicembre 2022) è stato un calciatore e allenatore di calcio sovietico, dal 1991 russo.

## Palmarès

### Giocatore

#### Competizioni nazionali
- Campionato sovietico: 2

Zenit: 1984
CSKA Mosca: 1991
- Coppa dell'URSS: 1

CSKA Mosca: 1990-1991
- Supercoppa dell'URSS: 1

Zenit: 1985
- Campionato russo: 1

Spartak Mosca: 1997